# Michael Görlitz
Michael Görlitz (Norimberga, 8 marzo 1987) è un calciatore tedesco, centrocampista del Seligenporten.

## Caratteristiche tecniche
È un esterno destro.